# Tahsis
Tahsis är en ort i Kanada.   Den ligger i Strathcona Regional District och provinsen British Columbia, i den sydvästra delen av landet, 3 800 km väster om huvudstaden Ottawa. Tahsis ligger 8 meter över havet och antalet invånare är 316.
Terrängen runt Tahsis är bergig åt nordost, men åt sydväst är den kuperad. Tahsis ligger nere i en dal. Trakten runt Tahsis är nära nog obefolkad, med mindre än två invånare per kvadratkilometer.. Tahsis är det största samhället i trakten.
I omgivningarna runt Tahsis växer i huvudsak barrskog.